# Plateau de Diesse
Plateau de Diesse é uma comuna da Suíça, situada na região administrativa de Jura Bernense, no cantão de Berna. Tem 25,55 km² de área e sua população em 2018 foi estimada em 2.048 habitantes.
Foi criada em 1 de janeiro de 2014, após a fusão das antigas comunas de Diesse, Lamboing e Prêles.